# Candy Necklace
Candy Necklace è un singolo della cantante statunitense Lana Del Rey, in collaborazione con il cantautore Jon Batiste, pubblicato il 6 ottobre 2023 ed estratto dall'album in studio Did You Know That There's a Tunnel Under Ocean Blvd.

## Video musicale
Del brano musicale è stato realizzato un video musicale, realizzato da Rich Lee, in cui Lana Del Rey interpreta Marilyn Monroe ed Elizabeth Short.

## Tracce
Versione digitale
Testi e musiche di Lana Del Rey e Jon Batiste.
1. Candy Necklace (feat. Jon Batiste) – 5:14

7" (edizione limitata)
Testi e musiche di Lana Del Rey e Jon Batiste.
1. Candy Necklace
2. Jon Batiste Interlude